# Agora de la danse
L'Agora de la danse est une compagnie du spectacle vivant à Montréal (Québec). Elle est active dans les domaines du recherche, création et diffusion de la danse contemporaine.

## Historique
En 1985, Martine Époque, chorégraphe, danseuse et professeure, fonde le Département de danse de l’Université du Québec à Montréal (UQAM) qui emménage en 1987 dans le Pavillon Latourelle du 840, rue Cherrier. À cette époque, il n’existe pas de salle de diffusion consacrée exclusivement à la danse contemporaine. Sous son impulsion et celle d’un noyau fondateur naît le projet d’un centre de diffusion international de la danse expérimentale. Pour gérer le nouveau centre, l'Agora de la danse est créée en 1987 ; il s'agit d'un organisme sans but lucratif, distinct de l’Université. 
L'Agora fait ses premiers pas sous la direction artistique d’Aline Gélinas, puis à partir de 1992, de Francine Bernier.
En 1990, Le Pavillon est aménagé pour tenir compte de la nouvelle vocation. Érigé entre 1914 et 1919, l’endroit avait été conçu pour accueillir des activités sportives.

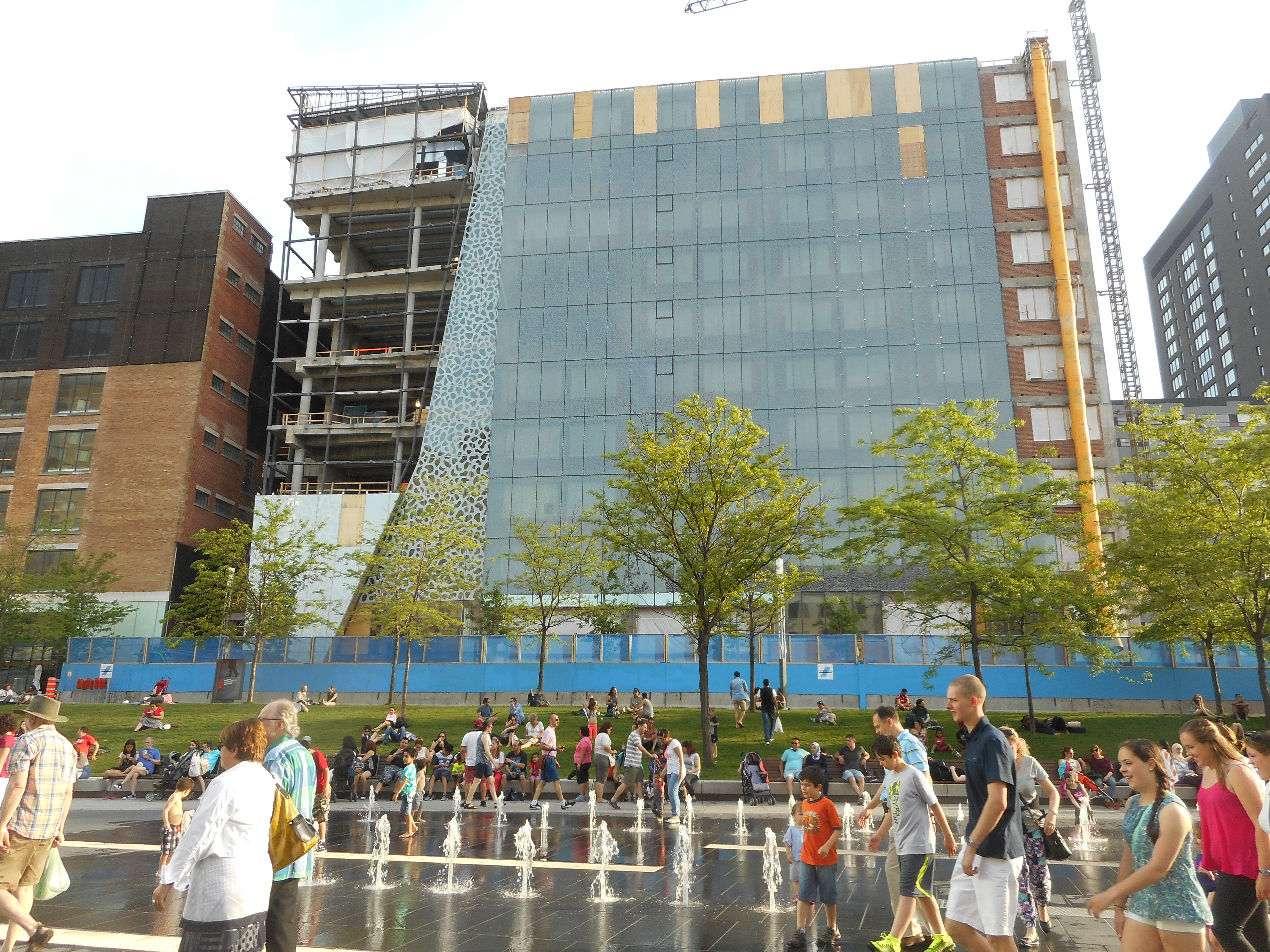
Édifice Wilder
vu de la place des Festivals

Après 24 ans sur la rue Cherrier, l'Agora de la danse est installée depuis février 2017, à l'Édifice Wilder - Espace danse, situé au 1435 rue de Bleury à Montréal dans l'arrondissement Ville-Marie, au cœur du Quartier des spectacles.

### Partenariats internationaux
L’Agora de la danse œuvre depuis 15 ans avec les Rencontres chorégraphiques internationales de Seine-Saint-Denis. L'Agora a par ailleurs soutenu la venue d’artistes français au Québec. Elle a reçu, en 2003, la délégation de chorégraphes du  Kunstencentrum Vooruit de Gand (Belgique) lors de l’événement Vooruit au Québec.
Initiée en 2002 par l'Agora de la danse et le Groupe des 20 de la région Rhône-Alpes, Puzzle Danse est un projet dont le principe est de réunir deux chorégraphes québécois et deux créateurs français qui présentent dans un même programme de courtes pièces sur un même thème et avec le même nombre d'interprètes. Ce projet a donné lieu à près de 30 représentations au Québec (Sept-Îles, Baie-Comeau, Québec, Le Bic, et au Centre national des Arts d’Ottawa et à une diffusion sur le territoire français.
En 2004, Francine Bernier instaure une collaboration avec le Festival de danse de Munich qui ajoute alors un volet québécois à sa programmation. L’Agora de la danse a, pour sa part, fait découvrir au public québécois des créations allemandes lors de l’évènement Montréal – Munich en 2006 et accueilli à son Studio Micha Purucker.